# Méregölő sisakvirág
A méregölő sisakvirág (Aconitum anthora) a boglárkafélék családjába tartozó, Eurázsiában honos, meleg erdőkben, gyepekben élő, mérgező növény. Korábban úgy vélték, hogy a rendkívül mérgező Aconitum pardalianches ellenszere, innen kapta magyar és latin nevét (anthora: thora-ellenes).

## Elterjedése és életmódja
Európában (inkább a kontinens déli részén), a Kaukázusban, Nyugat-Szibériában és Közép-Ázsiában honos. Magyarországi előfordulásai: Zemplén, Aggteleki-karszt, Upponyi-hegység, Bükk, Mátra, Medves, Cserhát, Börzsöny, Naszály, Visegrádi-hegység, Pilis, Budai-hegység, Gerecse, Balaton-felvidék, Mecsek, Villányi-hegység, Tolnai-hegyhát.
Meleg, száraz erdők, erdőszélek és gyepek, szikla- és szurdokerdők növénye. Inkább mészkedvelő.
Magyarországon 1993 óta védett, természetvédelmi értéke 5000 Ft.

## Megjelenése
A méregölő sisakvirág 40–100 cm magas, lágyszárú, évelő növény. Gyöktörzse megvastagodott répa alakú, ikergumó-szerű. Szára egyenes, többnyire nem ágazik el. Levelei tenyeresen, szálasan szeldeltek. A tőlevelek és az alsó szárlevelek nyele 2–3-szor hosszabb, mint a levéllemez és általában még virágzás előtt elszáradnak. A felső szárlevelek nyele kb. 1 cm hosszú, a csúcs felé fokozatosan csökken a méretük.
Augusztus-szeptemberben virágzik. Virágzata a szár csúcsán található, halványsárga, zigomorf virágokból álló, tömött fürt. A csészelevelek nagyok, színesek, sziromszerűek. A felső csészelevelek sisak alakúan összeforrnak, amelynek szélessége és hosszúsága nagyjából egyenlő, 1,5–2,5 cm közötti. A sziromlevelek a sisak belsejében elcsökevényesedve, nektáriummá alakulva találhatók meg.
Termése tüszőtermés.
Kromoszómaszáma 2n=32.

### Hasonló fajok
Hasonlít hozzá a szintén sárga virágú farkasölő sisakvirág, melynek sisakja hosszabb a szélességénél, levélcimpái pedig nem szálasak, hanem szélesebb rombusz alakúak.

## Toxicitása
Mérgező. Levelei virágai és gyöktörzse elsősorban akonitin A és C alkaloidát tartalmaznak, amelyek a nátriumcsatornák blokkolásával megbénítják az ideg- és izomsejtek működését. Kisebb mennyiségben megtalálható benne napellin, akonin, pszeudoakonitin, atisin, likakonitin, mioktonin, jesakonitin és japakonitin is. A gyöktörzs hatóanyagtartalma 0,2-1,5%, a leveleké 0,1-1%.
A mérgezés tünetei: a száj zsibbadása, bizsergése, erős nyáladzás, hányás, hasmenés, kitágult pupillák, verejtékezés, izomgörcsök, általános gyengeség, rossz mozgáskoordináció, lecsökkent testhőmérséklet és vérnyomás. A növény íze égetően csípős így többnyire csak legelő állatok fogyasztanak belőle annyit, hogy súlyos tünetek lépjenek fel. Ilyenkor légzés- vagy szívbénulás következtében 6-8 órán belül beállhat a halál. A méreg bőrön keresztül is felszívódhat, ilyenkor az emésztőszervi tünetek elmaradnak, az érintett bőrfelületen bizsergés, zsibbadás tapasztalható, amely az idegek mentén továbbterjed és idővel fellépnek a szív- és idegrendszeri tünetek.
Kezelni csak a tünetek enyhítésével lehet. A fogyasztás után egy órán belül aktív szenet lehet adni, amely megköti a méreganyagok egy részét. Az alkaloidák a szervezeten belül hamar lebomlanak, így egy nap után a beteg szinte biztosan felgyógyul.

## Alfajai
- A. a. subsp. confertiflorum
- A. a. subsp. nemorosum

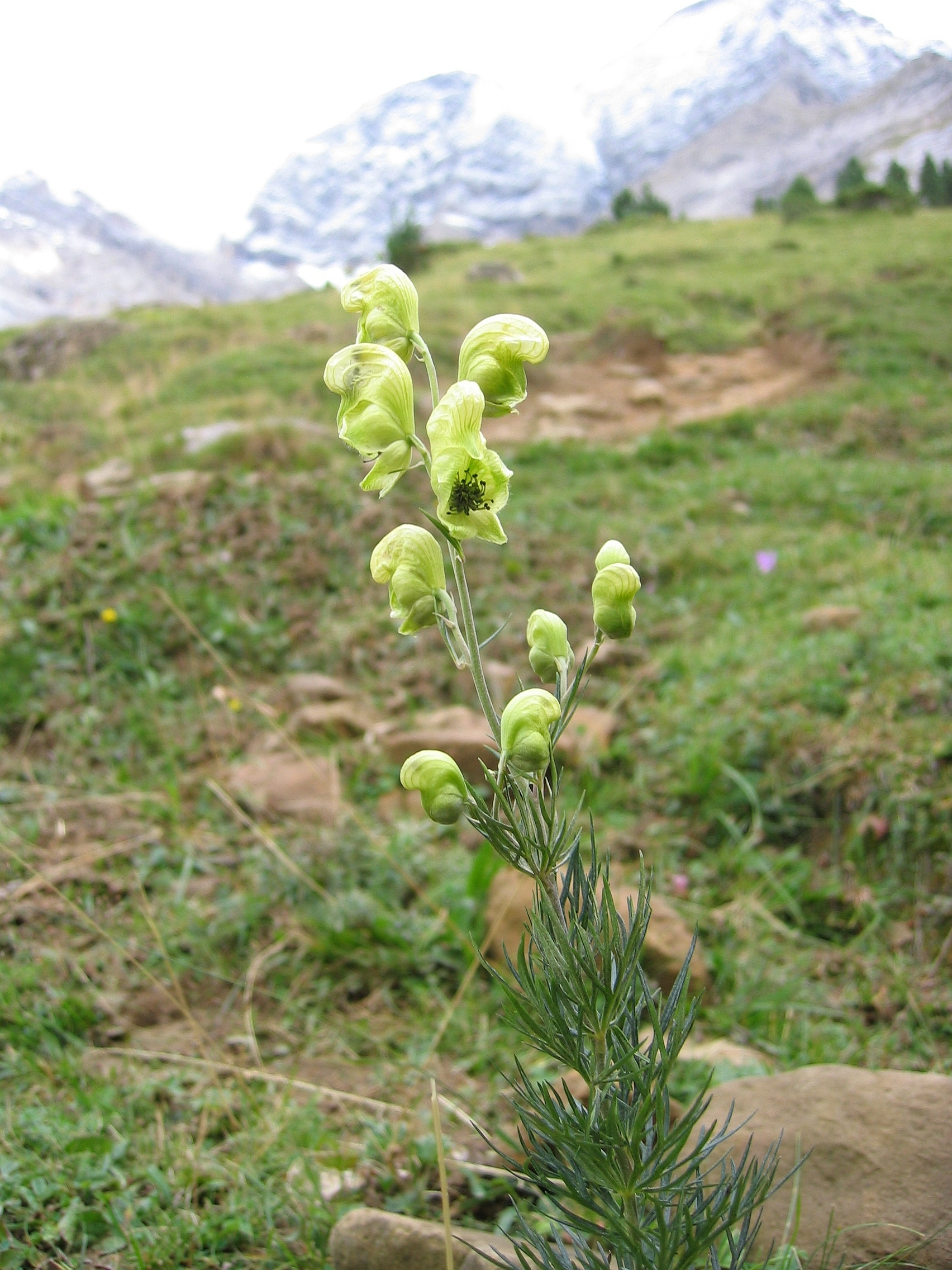
Habitusa
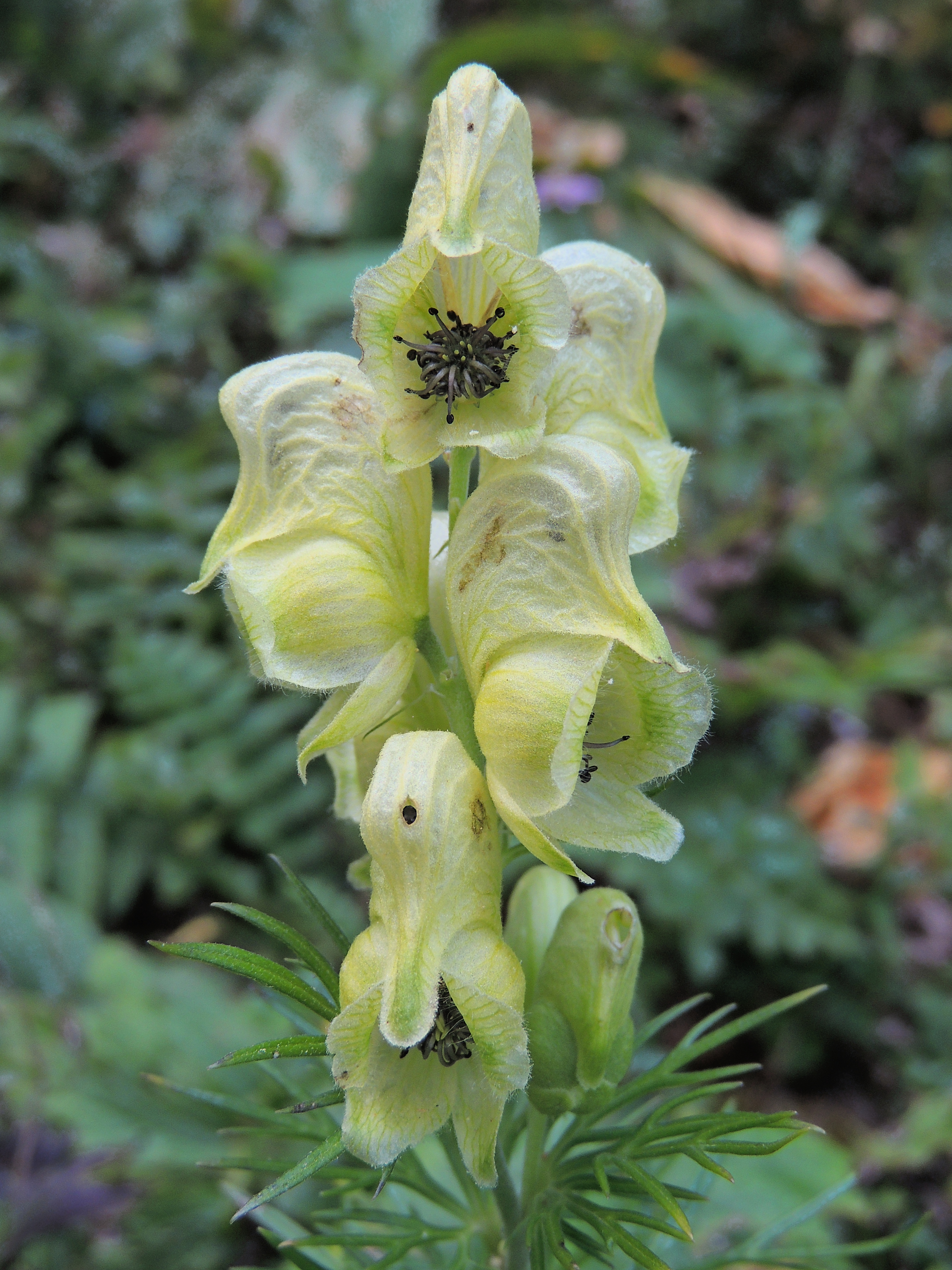
Virágzata
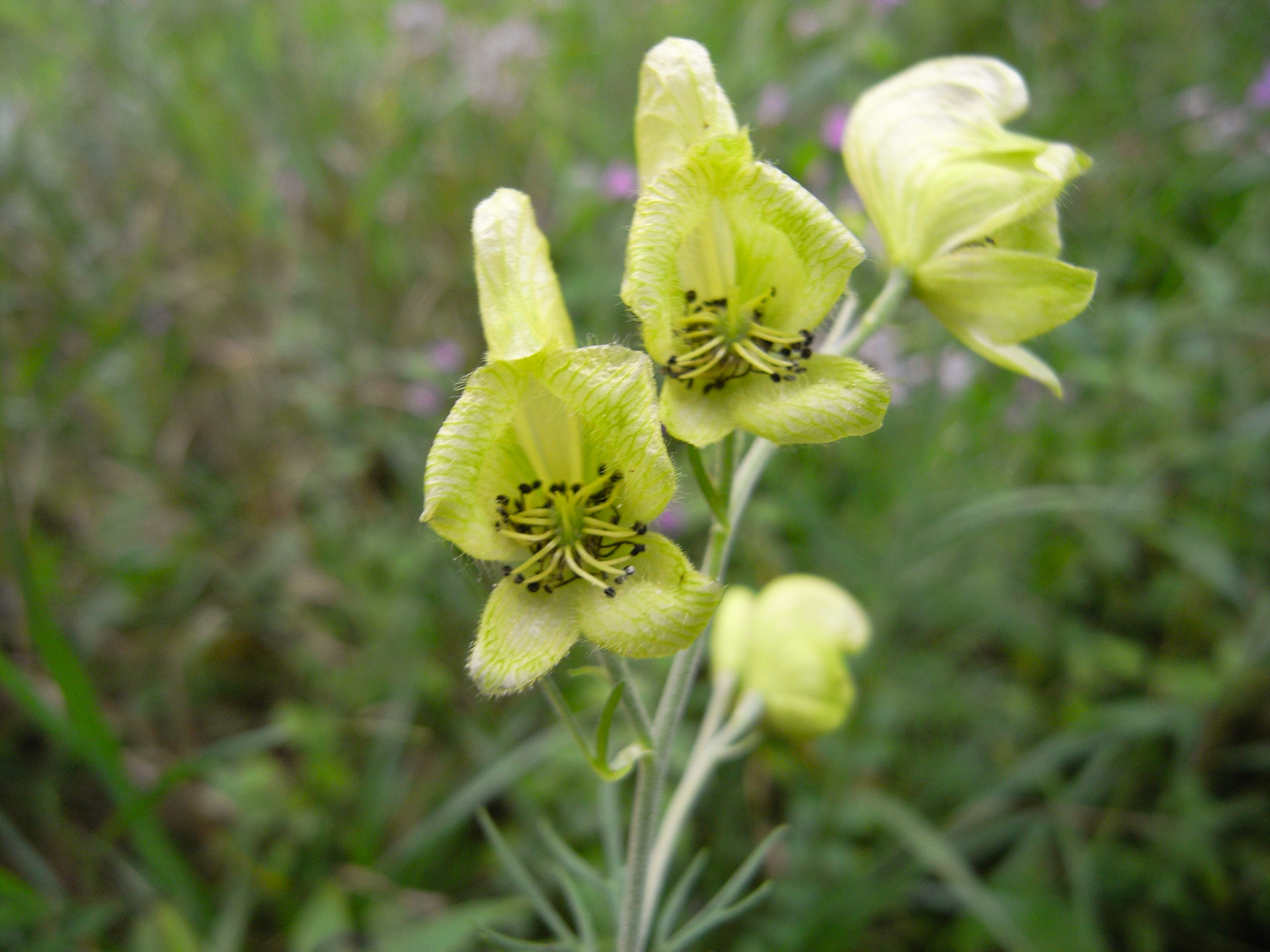
Virága
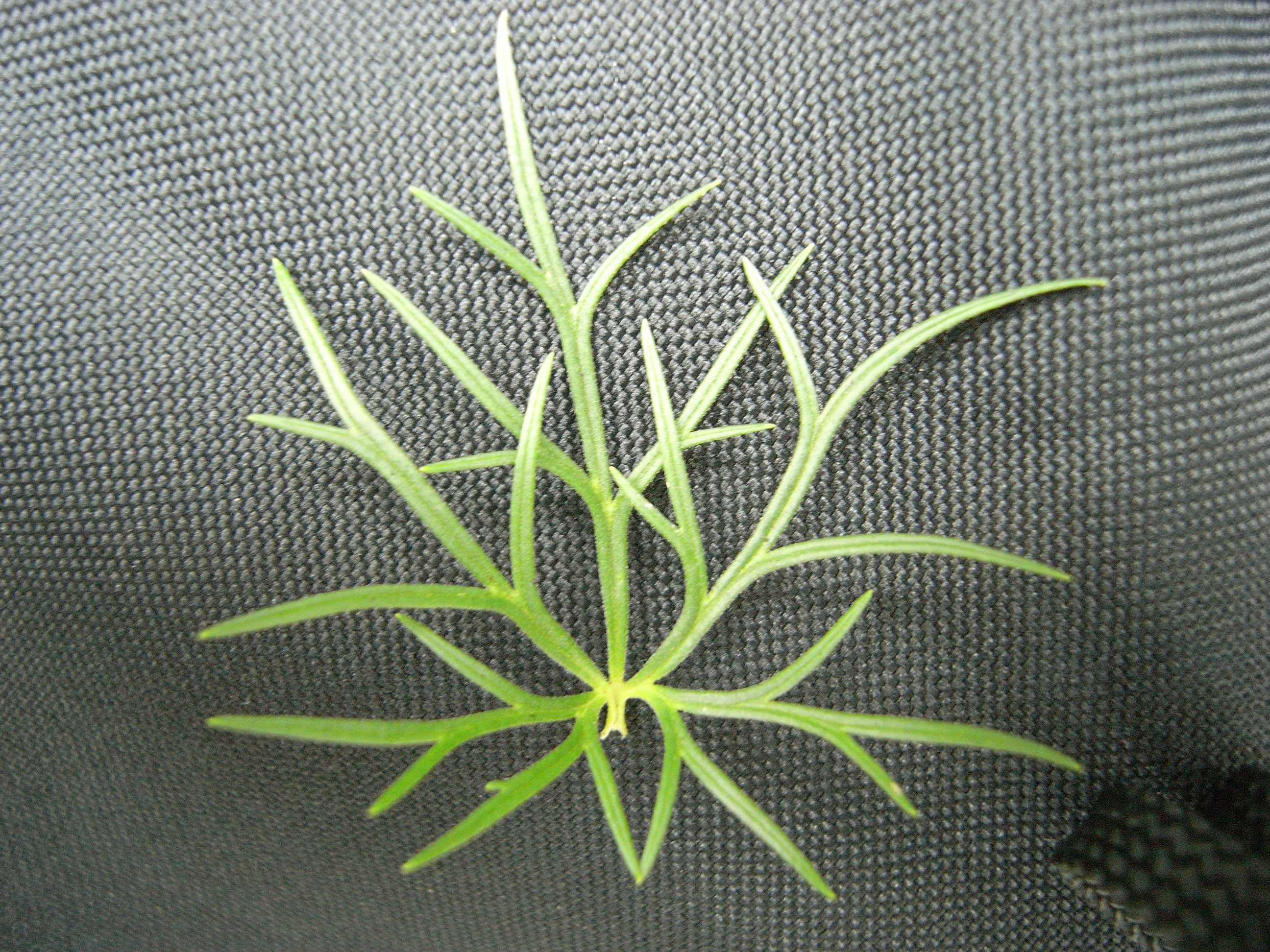
Levele